# Mässingslöpare
Mässingslöpare (Bembidion lampros) är en skalbaggsart som beskrevs av Herbst. Mässingslöpare ingår i släktet Bembidion och familjen jordlöpare. Arten är reproducerande i Sverige. Inga underarter finns listade i Catalogue of Life.

## Bildgalleri

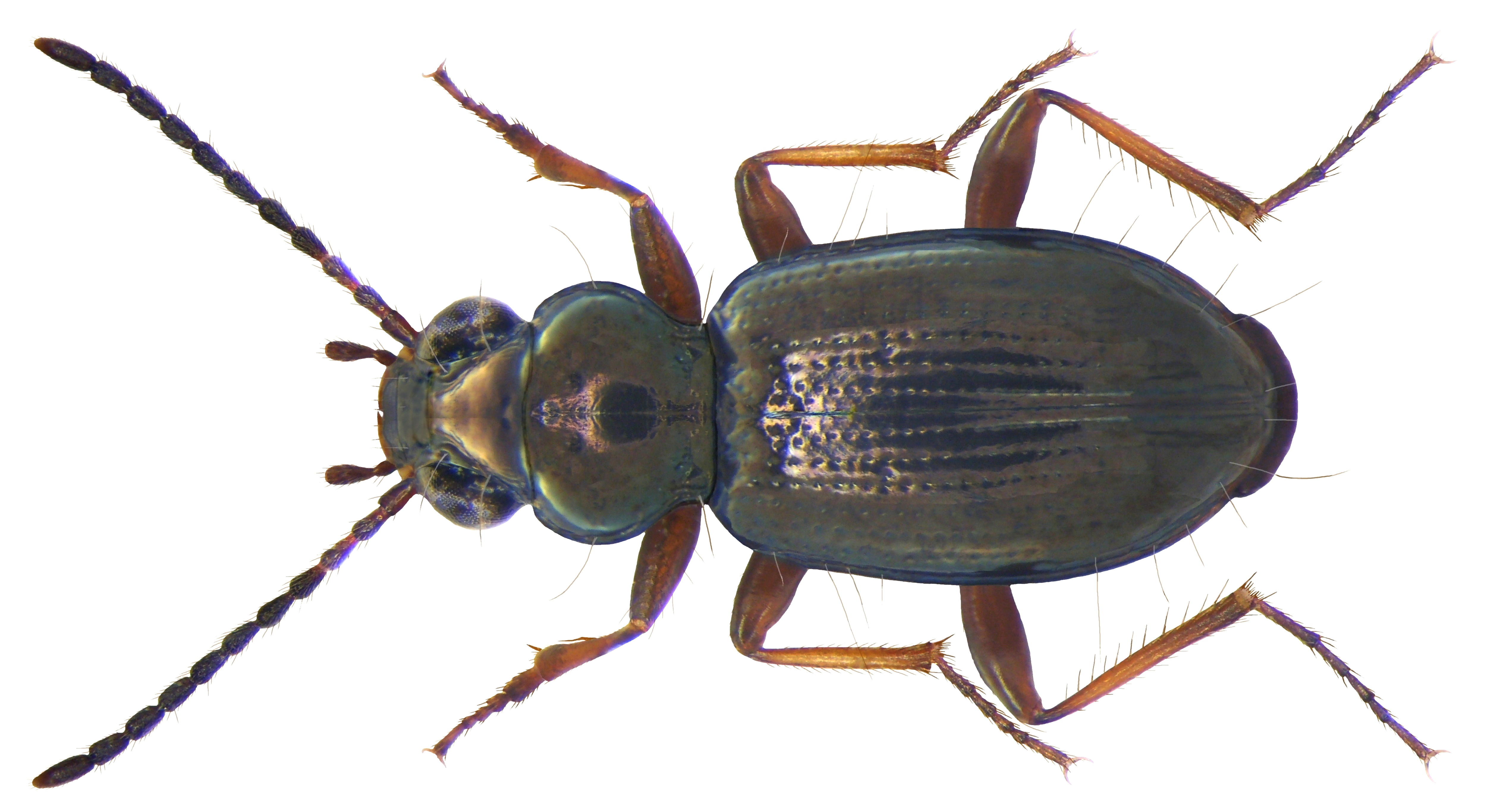
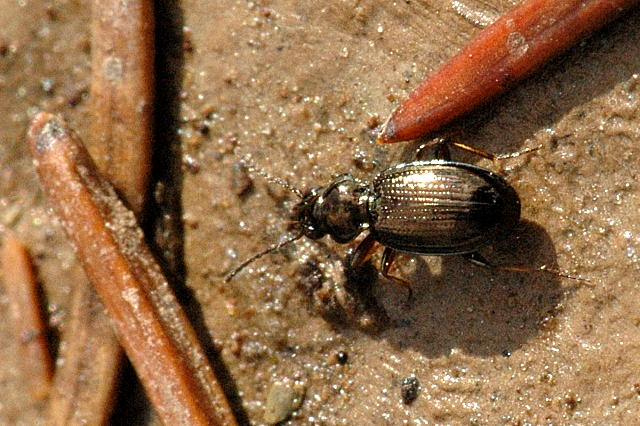